# Okfuskee
Els okfuskee eren una tribu que parlava una de les llengües muskogi. Formaven part de l'antiga Confederació Creek (Muscogee) a Alabama, abans de la seva deportació durant la dècada de 1830 al Territori Indi.